# Église prieurale Saint-Sauveur de Saint-Sauveur-des-Landes
Pour les articles homonymes, voir église Saint-Sauveur.
L’église paroissiale Saint-Sauveur se situe au centre du bourg de Saint-Sauveur-des-Landes, dans le département d’Ille-et-Vilaine, en France, au croisement de la route départementale 18 et de la route départementale 105. 

## Histoire
Au XIe siècle, Saint-Sauveur est une simple chapelle desservie par un prêtre. Elle appartient aux seigneurs de Fougères qui ont établi une fortification à proximité. Main II de Fougères réside occasionnellement à Saint-Sauveur et l’apprécie au point de vouloir y établir sa sépulture. Il fait agrandir la chapelle et en fait don à  l’abbaye de Marmoutier qui y établit un prieuré, qu'il dote de terres, revenus et privilèges. En 1040 ou 1041, il fait confirmer la donation par Conan II, comte de Bretagne, en présence des évêques de Nantes et de Dol. Il est enterré dans l'église prieurale Saint-Sauveur ainsi que sa femme Adélaïde et son fils Juthal.
Au milieu du XIe siècle, arguant de la prospérité nouvelle du prieuré, l’évêque de Rennes réclame aux moines un droit de repas entier (comme pour les autres églises du diocèse) au lieu de la rente réduite de 2 sols payée par le prêtre du temps de la chapelle. Les religieux refusent, invoquant les anciens usages, et l’évêque interdit l’église de célébration pendant 3 ans, semble-t-il de 1052 à 1055. Il faudra la médiation de Hildebrand, légat du Saint-Siège, lors du concile de Tours, pour que les parties conviennent d’un accord : le prieuré versera 3 sols à l’évêque. 
Les donations se succèdent, apportant à l’établissement une grande prospérité (de nombreuses chartes témoignant de ces libéralités ont été conservées) et les religieux finissent par devoir verser un droit de repas complet à l’évêque.
Au XIIe siècle est édifiée l’église qui subsiste aujourd’hui en partie. Elle possédait alors un plan régulier : trois vaisseaux de cinq travées, un transept saillant et un chœur profond s’achevant en hémicycle. Il en subsiste le côté sud de la nef et ses arcades, la moitié du transept sud, le chœur et ses quatre fenêtres.
La prospérité du prieuré culmine à la fin du XIIe siècle avec la donation du tiers des dimes de la paroisse de Landéan en 1150 et de celles de la paroisse de Chauvigné à la fin du siècle. À partir de là, les dons sont beaucoup moins importants.
L’église est érigée en paroisse en 1325. Les religieux la cèdent aux paroissiens à l’exception du collatéral nord qui sert de chapelle prieurale, du chœur et de la chapelle de la Vierge, charge à la paroisse d’assurer l’entretien des parties en sa possession et de la reconstruire tout entière si elle venait à être détruite. 
Au XVIe siècle, le prieuré tombe en commende. Au cours de ce siècle, l’église subit de profondes modifications. On refait tout le côté nord de la nef : un mur remplace désormais les arcades et le collatéral du XIIe siècle disparus. On construit une nouvelle façade occidentale et la chapelle des Fonts au sud-ouest de la nef. Le côté sud de la nef est repris (fenêtres et portail).
Le collatéral nord qui servait de chapelle prieurale ayant disparu, le prieur fait du chœur de l'église sa chapelle particulière, si bien que le maître-autel de la paroisse est établi en haut de la nef.
Au XVIIe siècle, l’abside est restaurée et la moitié est du transept sud rebâtie. L’arcade sud de la croisée de transept est reprise en réemployant des pierres tombales. Les deux absidioles ont disparu. 
Le 16 juillet 1636, les moines de Marmoutier constatent lors d’une visite que les bâtiments du prieuré tombent en ruine.
En 1691, le prieuré est donné au  Grand Séminaire de Rennes par le prieur Jérôme de Bragelonne, provoquant un conflit avec les moines de Marmoutier qui ne fut résolu qu’en 1700 quand le Séminaire s’engagea à payer une rente aux moines. La donation est confirmée en 1701 par lettres patentes du roi, scellant la disparition du Prieuré.
Les bâtiments du prieuré sont reconstruits au XVIIIe siècle en réemployant des pierres de l'ancien édifice.
Au XIXe siècle, l’église fait l’objet de plusieurs campagnes de construction et de restauration. Le clocher-porche occidental est bâti en 1864. Le bras nord du transept et une unique travée du collatéral nord sont construits en 1880.

## Architecture

### Extérieur
Du fait des remaniements successifs, l’église est très hétérogène et présente un plan en croix latine irrégulier se terminant en abside. Celle-ci a conservé ses contreforts plats et ses quatre fenêtres de plein cintre de l’époque romane.
Le portail ouest, inclus dans le pignon du XIXe siècle, est un réemploi du porche gothique de la façade antérieure du XVIe siècle . La façade est surmontée par un clocher en charpente.
Sur le côté sud de la nef, quatre dalles funéraires ont été dressées au début du XXe siècle.

Le bâtiment en L situé au nord de l’église est tout ce qu’il reste du prieuré. Il a été reconstruit au XVIIIe siècle et très remanié. Quelques pierres moulurées en réemploi sont anciennes. Sur le cadastre napoléonien, il était directement relié à l’église par une construction disparue communiquant avec la porte bouchée visible dans le chœur de l’église. Il est difficile devant ce qui en subsiste d’imaginer quelle était autrefois l’étendue de l’établissement : en plus du logis, le prieuré comptait le pavillon du Prieur, une maison de métayer, des granges, pressoirs et étables, entourés d’un jardin, d’un étang, d’un vivier, de bois, de vergers et de prés.

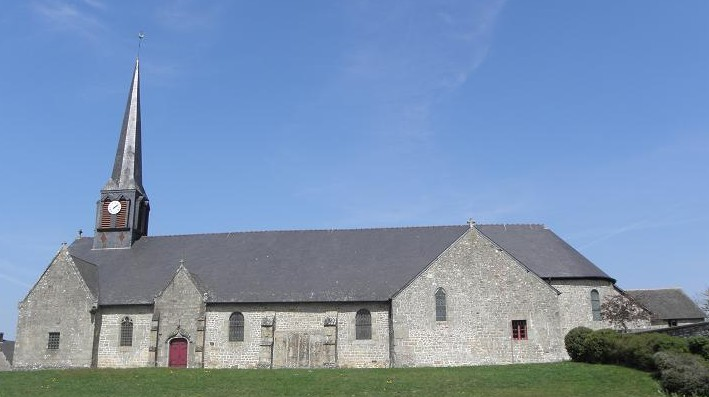
Côté sud de l'église
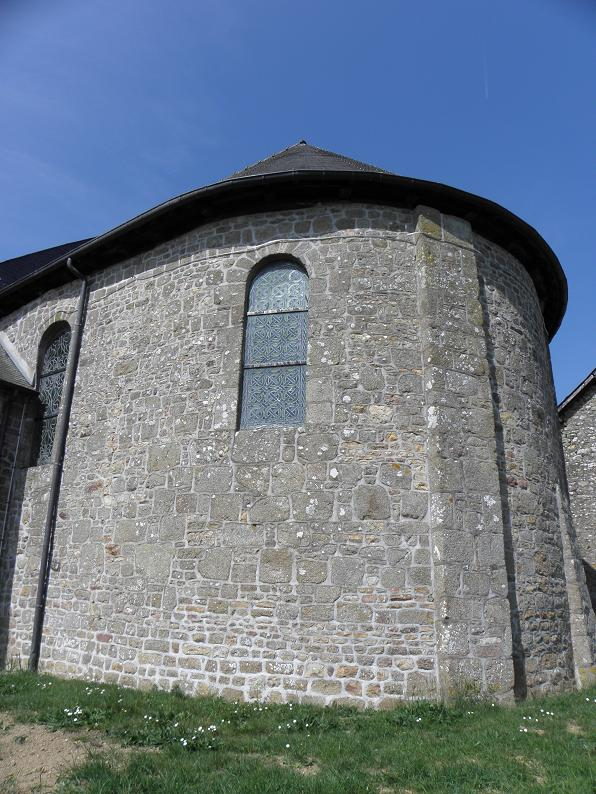
L'abside romane
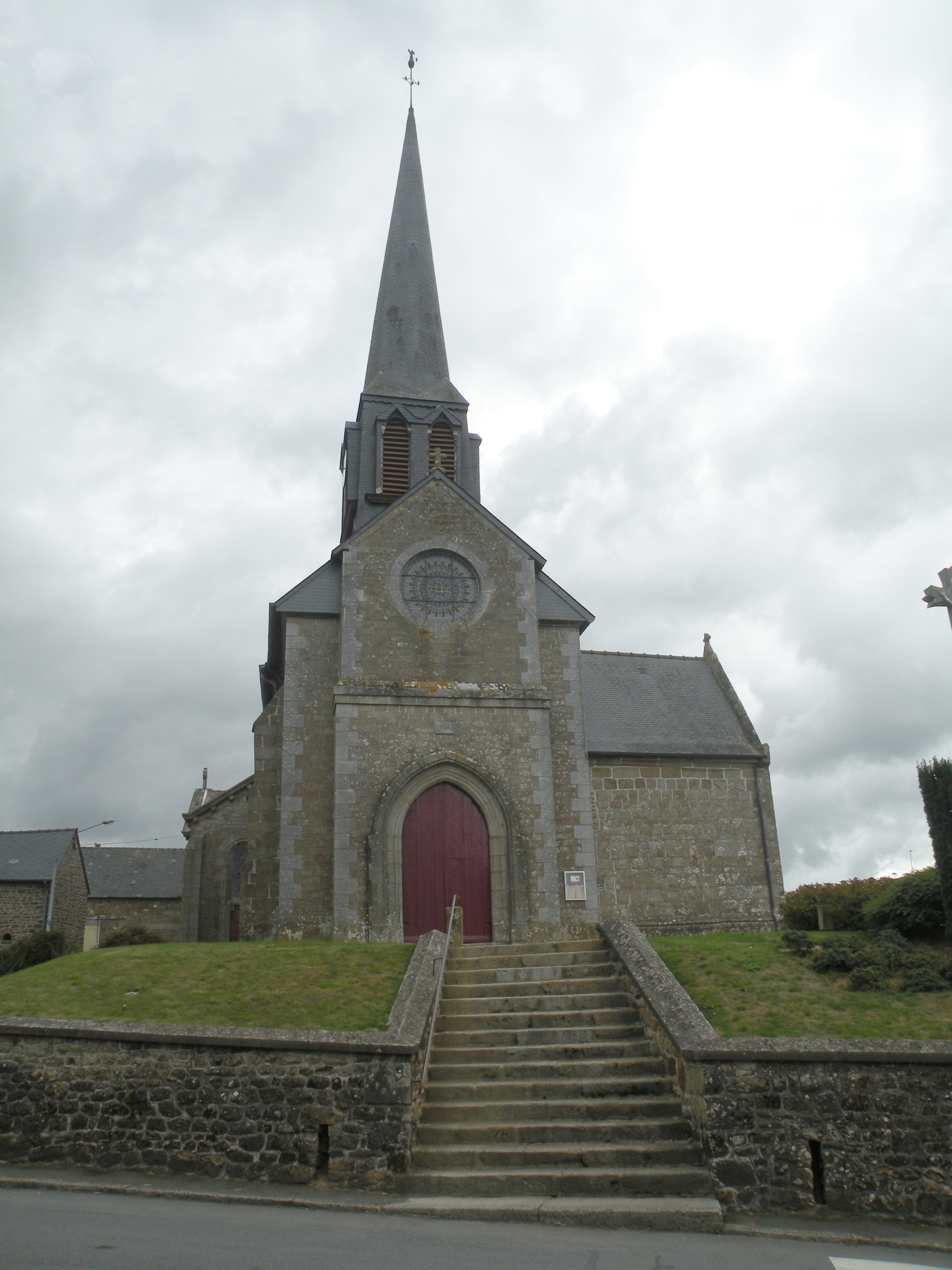
La façade ouest
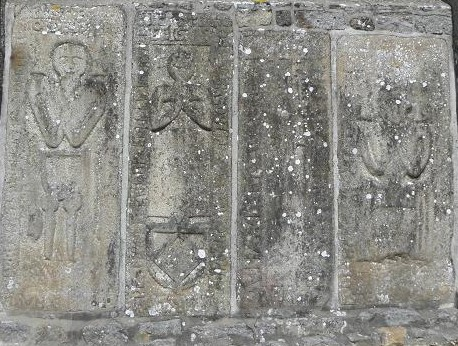
Dalles funéraires sur le flanc sud de la nef

### Intérieur
L’édifice est couvert de lambris. Le dallage est en grande partie constitué de dalles funéraires dont une douzaine portent des inscriptions,.
La nef est  délimité au nord par un mur percé de trois fenêtres de plein cintre et bordé au sud par le seul bas-côté subsistant. Elle communique avec celui-ci  par une file de cinq arcades romanes de plein cintre à double rouleau retombant sur des piles quadrangulaires flanquées à l’intrados par des demi-colonnes engagées à bases moulurées et chapiteaux sculptés (croix, carrés, boules, rubans, masques avalant des cordons ou crachant un motif végétal...). L’analyse des sculptures amène à les dater de la seconde moitié du XIIe siècle. Les piles sont flanquées d’un pilastre au sud, côté collatéral. 
La chapelle des Fonts (XVIe siècle),  située à l'angle sud-ouest de l'église, est de plan carré et voûtée d’un berceau en anse de panier. On note un chapiteau roman réemployé en console dans la niche du mur ouest.
Le transept nord (1880), de style néo-roman, se poursuit vers l’ouest, esquissant un collatéral inachevé sur une travée. 
L’entrée du chœur est marquée par un arc diaphragme de plein cintre. Le chœur roman est éclairé par quatre fenêtres de plein cintre très ébrasées. Le passage entre la travée droite et l’abside est marqué de chaque côté par une colonne engagée. Chacune supporte un chapiteau godronné. 

Le maître-autel (XVIIe – XIXe siècle) est inscrit au titre des Monuments Historiques en 1987.

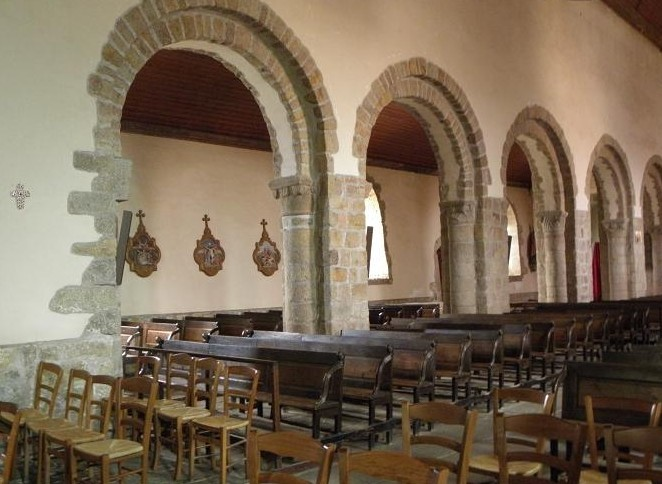
Arcades romanes au sud de la nef
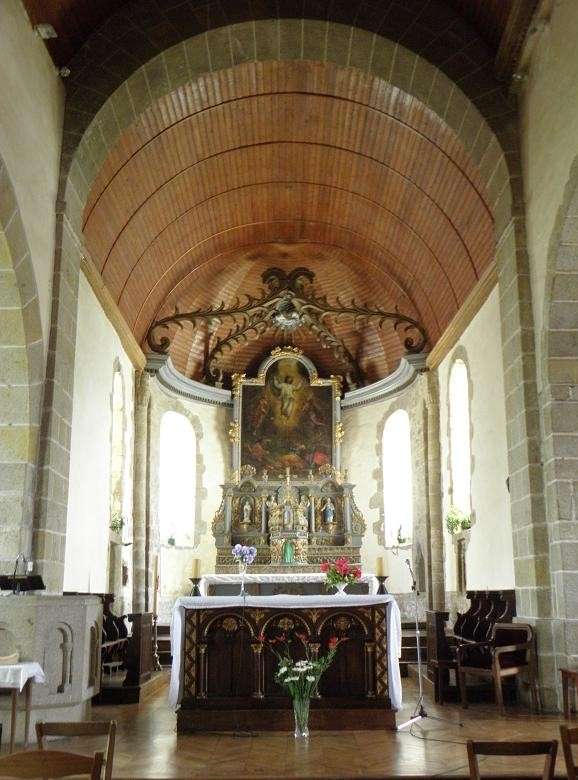
Chœur roman avec son maître-autel.
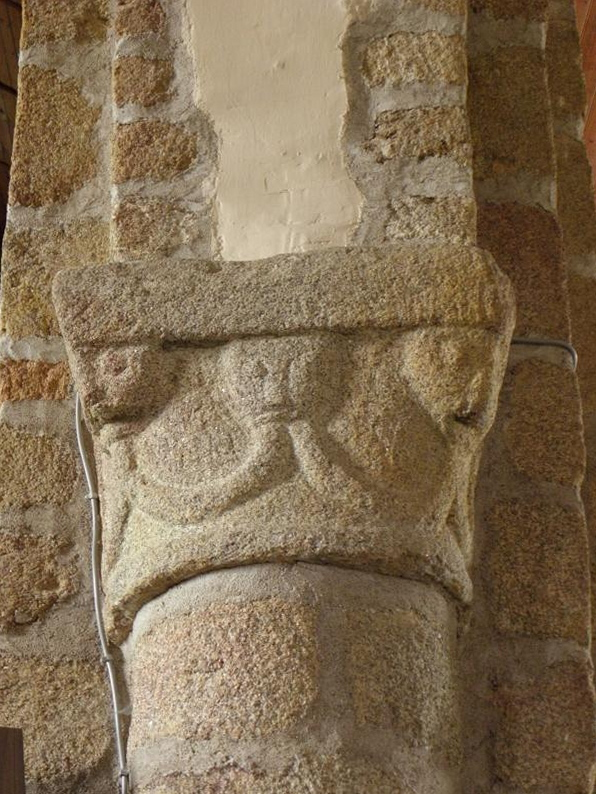
Chapiteau à masques crachant des rubans
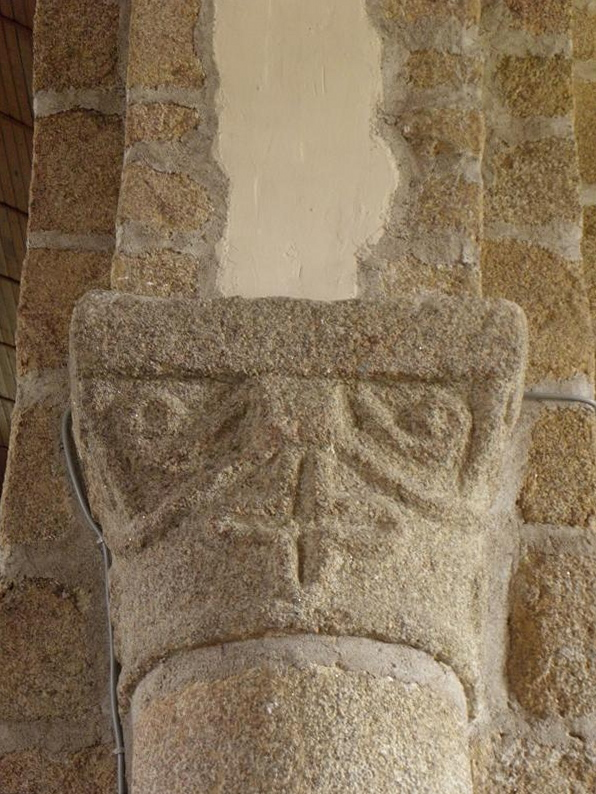
Chapiteau avec croix, volutes et rubans.
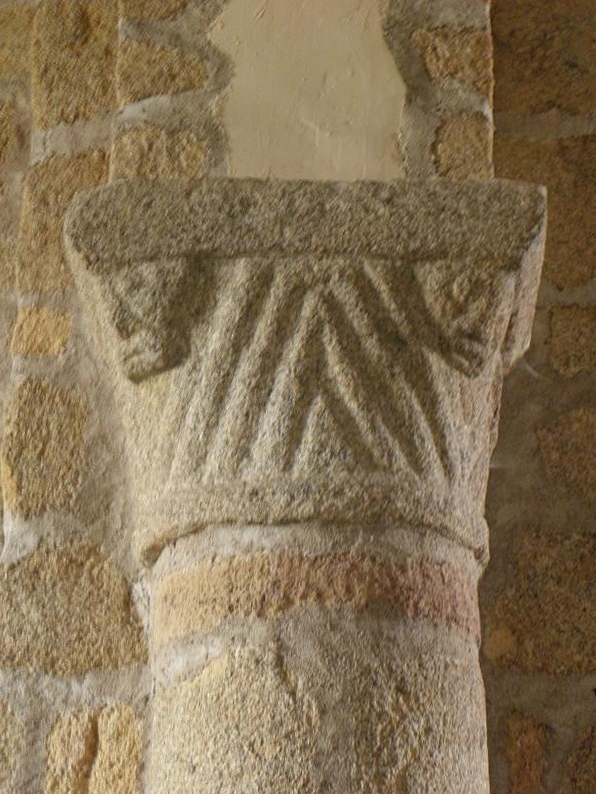
Chapiteau avec masques et chevron